# Žďár (Jindřichův Hradec)
Žďár è un comune della Repubblica Ceca facente parte del distretto di Jindřichův Hradec, in Boemia Meridionale.